# 再危險...我也要
《再危險...我也要》，（英语：Gimme More），是美国女歌手布兰妮·斯皮尔斯的第5张录音室专辑《暈炫風暴》(Blackout)的一首歌曲，录制于2006年布兰妮第二次怀孕期间。Jive唱片于2007年9月18日将歌曲作为专辑的首波主打单曲发行。

## 介紹
《再危險...我也要》是一首快节奏的舞蹈流行乐，并混杂有少量电子乐和放克乐的元素。歌曲以布兰妮的一句话“It's Britney, bitch”（我是布兰妮，恶女们）开头。在歌曲中，布兰妮使用喘息的声音演唱，整首歌曲充满了大量性暗示的歌词，歌曲以Danja的一段说辞结束 。
《再危險...我也要》获得了乐评的好评，乐评称赞了歌曲和布兰妮喘息的声线表现。歌曲在告示牌百强单曲榜排名第3，成为布兰妮第5支排名前5的单曲。歌曲在加拿大和爱尔兰获得了冠军，并在14个国家进入了单曲榜前5名。歌曲的音乐录像带于2007年10月5日发布。在音乐录像带中，布兰妮扮演一位脱衣女郎在夜店大跳钢管舞。但音乐录像带获得了评论界的差评，大多数评论批评了布兰妮的钢管舞以及音乐录像带缺乏故事情节。2011年7月18日，音乐录像带的备用剪辑版被上载至网络。
布兰妮于2007年MTV音乐录像带大奖中身穿寶石鑲嵌的黑色比基尼表演了《再危險...我也要》。然而，这次表演遭到了评论的抨击，评论普遍认为这次的表演无论从演唱、舞蹈还是服装都十分失败，甚至有评论称这是MTV音乐大奖有史以来最差表演之一。一位名叫克里斯·克洛克的网民上载了一部名为「別為難布蘭妮！」（Leave Britney Alone!）的影片以回应媒体对布兰妮表演的抨击，这使他成为了网络红人，并获得了媒体的关注。爆紅後的克洛克更成了一名知名的流行歌手、男男同性色情片演員。布兰妮也在蛇蝎美人巡回演唱会表演了《再危險...我也要》。《再危險...我也要》曾被许多歌手翻唱，包括希雅和瑪莉·笛比。歌曲的开场白“It's Britney, bitch”（我是布兰妮，恶女们）也成为流行文化中的一个热门短语 。它出现在许多电视节目中，并在麦当娜黏蜜蜜巡回演唱会中表演《Human Nature》时使用。布兰妮的歌曲《舞到世界尽头》(Till the World Ends)混音版中妮琪米娜介绍布兰妮时使用了此短语，而在布兰妮与will.i.am合作的歌曲《尖叫呐喊》（Scream & Shout）中，布兰妮再次使用了此短语。歌曲曾出现于畅销电子游戏《侠盗猎车手V》中。

## 曲目列表
| - 数字下载 1. "Gimme More" — 4:11 - 澳大利亚CD1单曲 1. "Gimme More" — 4:11 2. "Gimme More" (Instrumental) — 4:11 - 数字EP — 混音版 1. "Gimme More" (Paul Oakenfold Radio Mix) — 3:42 2. "Gimme More" (Kaskade Radio Mix) — 3:21 3. "Gimme More" (featuring Amanda Blank) (Eli Escobar & Doug Grayson Remix) — 3:49 4. "Gimme More" (Paul Van Dyk Radio Mix) — 3:42 5. "Gimme More" (Junior Vasquez & Johnny Vicious Radio Mix) — 4:34 - 美国数字下载 — 混音 1. "Gimme More" (feat. Lil' Kim) ("Kimme More" Remix) — 4:12 - 丹麦宣传CD 1. "Gimme More" (Main) - 4:11 2. "Gimme More" (Instrumental) - 4:09 3. "Gimme More" (A Capella) - 3:52 | - 欧洲CD单曲 1. "Gimme More" — 4:11 2. "Gimme More" (Kaskade Radio Mix) — 3:21 - 双面宣传CD 1. "Oakenfold Remix" — 6:06 2. "Kaskade Club Remix" — 6:07 3. "Kaskade Dub Remix" — 5:51 4. "Remix Featuring Amanda Blank" — 4:51 5. "Junkie XL Extended" — 5:51 6. "Maurice Joshua Remix" — 6:04 7. "Junior Vasquez & Johnny Vicious Club Remix" — 8:41 8. "Vasquez Vicious Massive Dub" — 7:03 9. "Paul Van Dyk Dub" — 6:38 10. "Paul Van Dyk VANDIT Club" — 8:57 - 欧洲双面CD单曲/澳大利亚CD2单曲 1. "Gimme More" — 4:11 2. "Gimme More" (Kaskade Club Mix) — 6:08 3. "Gimme More" (Junkie XL Extended Mix) — 5:54 4. "Gimme More" (Seiji Dub) — 5:03 5. "Gimme More" (StoneBridge Club Mix) — 7:24 - 《妮裳十年-冠軍全紀錄》盒裝單曲 1. "Gimme More" — 4:11 2. "Gimme More" (Paul Oakenfold Remix) — 6:08 |

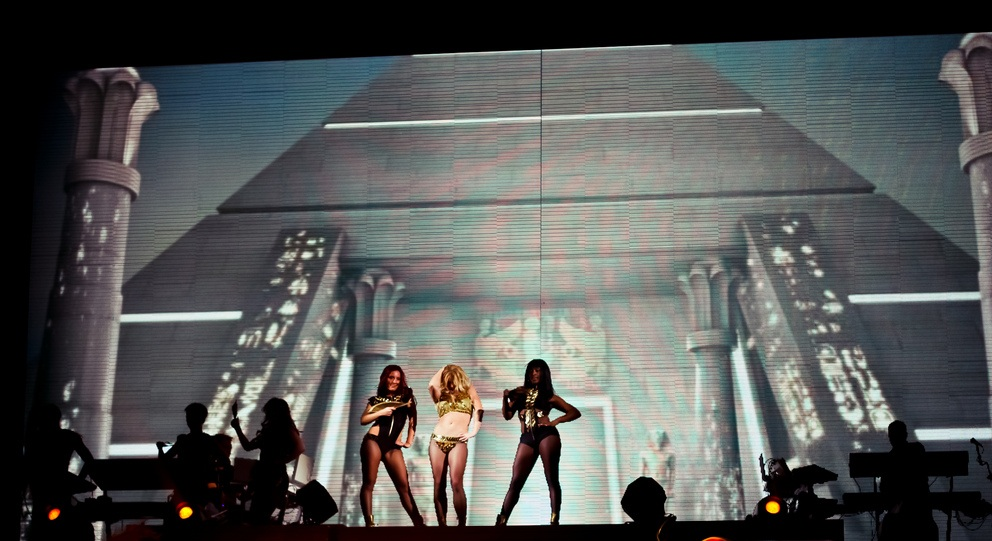
布兰妮于蛇蝎美人巡回演唱会表演《再危險...我也要》。